# Carpaccio

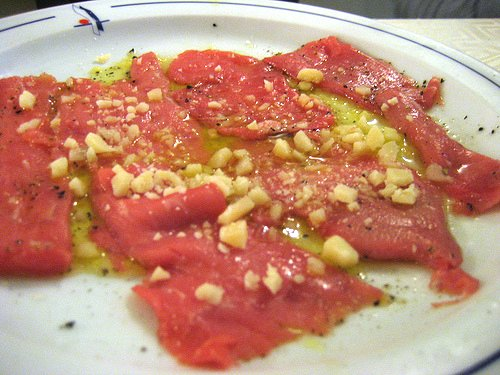
Carpaccio servido en el que se pueden ver láminas de queso en lascas.

El carpaccio (pronunciación en italiano: /karˈpattʃo/) es una preparación de carne cruda (por ejemplo, carne de vaca, de ternera, venado, avestruz, potro o nutria), finamente cortada o majada hasta quedar fina, servida principalmente como aperitivo. Fue inventado en 1963 por Giuseppe Cipriani del Harry's Bar de Venecia y se popularizó durante la segunda mitad del siglo XX. La carne se servía con limón, aceite de oliva y trufa blanca o queso parmesano. Más tarde, el término se extendió a platos que contienen otras carnes o pescado crudos, como atún o salmón, finamente cortados y servidos con limón o vinagre, aceite de oliva, sal y pimienta molida, decorado con virutas de queso, generalmente Grana Padano.

## Origen
Si bien el origen exacto del plato se ignora, se suele afirmar que data de mediados del siglo XX y que procede de la invención de Giuseppe Cipriani en el Harry's Bar de Venecia, donde habría sido preparado a petición de una cliente y amiga, la condesa Amalia Nani Mocenigo, a quien su médico le había prescrito comer carne cruda. Por su similitud cromática con las obras del pintor Vittore Carpaccio, cuyas obras se caracterizaban por la profusión de rojo y amarillo, habría sido bautizado de ese modo.

## Consideraciones sanitarias
Todo aquel que tome este plato (de ternera) debe asumir un riesgo de contagio por teniasis, aunque a niveles sanitarios no conlleva problema alguno, ya que es asintomático. Se recomienda especial precaución a las mujeres embarazadas. Se debe considerar la posibilidad de contagio por toxoplasmosis a través del consumo de carne cruda.